# Silvana Sosto
Silvana Sosto (Buenos Aires, 29 de junio de 1968) es una actriz, música, compositora y maestra de canto argentina. Comenzó su carrera musical en 1987 haciendo coros en bandas como «Haydée sin saxo», «Daniel Araoz y Los Triciclos Closs» y «La Liga Latina». Como intérprete formó dúo con Silvio Marzolini en «Bolerones: historia de amor, humor y boleros». En su espectáculo «Sosto Convida» integró música, poesía y gastronomía con invitados como Jorge Drexler, Pablo Fraguela, Christian Judurcha, Willy González, Julieta Díaz, Alexis Diaz Pimienta, Carolina Peleritti, entre otros artistas.
En 2013 forma su banda «Banda Super». En julio de 2015 presenta su primer disco «Salida al Mar» con sus composiciones en el circuito musical de la Ciudad de Buenos Aires. Mixturó canto y actuación en su unipersonal «Roberto te dejé el pollo en el horno… si querés con arroz no hay». Como actriz se desarrolló en teatro, televisión y cine desde 1989 hasta la actualidad.
Compartió escenario en Festivales y homenajes con Rodolfo Garcia, Emilio del Guercio,Horacio Fontova, Ruben Goldin, Ricardo  Soulé Vasco Basterrica, Javier Malosetti, Isabel de Sebastian, Cristina Dall, Claudia Puyo, Alambre Gonzalez, El Pollo Raffo, Gustavo Spinetta, Gonzalo Pallas Spinetta entre muchos otros
Integra el grupo La Guasa Decimal, fundado por Fernando Lobo conformado por artistas, músicos, escritores de varios lugares del mundo, especialmente España, Chile, Argentina, de la talla de Jorge Drexler, Alexis Diaz Pimienta, Javier Rubial, Nano Stern, Rozalen, Tito Muñoz, en donde se escriben décimas via whatsap.
Nuclea a Decimalas, mujeres artistas que escriben décimas comunitarias vía whatsap

## Música
- 2004: Bolerones: historias de amor, humor y boleros
- 2011: Sosto convida
- 2013: Banda Super
- 2015-2016: Salida al mar
- 2017: Mujeres acústicas
- 2018: Tango
- 2018: Todos por el “Vasco” Basterrica
- 2018: Pop femenino
- 2018: Ciclo “Vida Siempre” en dúo con Juan “Pollo” Raffo
- 2018: 3 años de Lalala Radio (Con Banda Super)
- 2018: Dos tostadas quemadas (Tango en dúo con Noelia Sinkunas)
- 2019: Ciclo Amazonas urbanas
- 2019: Silvana Sosto Trío
- 2019: La menesunda, tangolencia rockera
- 2021: Flecha zen (banda de mujeres dedicada a hacer música de Luis Alberto Spinetta)
- 2021: Flecha zen hace Privé

ª 2022 Invitada por LIto Vitale al Dia del estudiante Solidario. Teatro Opera. Conduciendo a Conciencia
"2022-25 FLECHA ZEN trio Set en Concierto en Buenos Aires. Café Berlin, Auditorio Eva Peron, Vuela el pez, Centro Cultural Matienzo, Teatro La Manzana de las Luces, Pista Urbana.

## Televisión
- 1989. Clave de Sol. Personaje: Dora. Telenovela emitida por Canal 13.
- 1998. Gasoleros. Telenovela emitida por Canal 13.
- 1998. Verano del 98. Telenovela emitida por Telefé.
- 1999. Mamitas. Personaje: Liliana.Telenovela emitida por Canal 9.
- 2000. Buenos vecinos. Telenovela emitida por Telefé.
- 2004: La niñera. Personaje: Excompañera de Teté. Serie emitida por Telefe.
- 2004. Los Roldán. Telenovela emitida por Telefé.
- 2005. La niñera. Telenovela emitida por Telefé.
- 2007. Son de Fierro. Telenovela emitida por Canal 13.
- 2007. Hechizada. Telenovela emitida por Telefé.
- 2007. Lalola. Telenovela emitida por América TV.
- 2008. Mujeres de nadie. Personaje: Nilda Gallo. Telenovela emitida por Canal 13.
- 2009. Televisión x la inclusión. Unitario emitido por Telefé.
- 2012. Volver a nacer. Personaje: María. Serie emitida por TV Pública.
- 2016-2021. El marginal (1.er,2.ª, 3ºy 4ª temporada). Serie emitida por Televisión Pública Argentina y Netflix.
- 2022. El primero de nosotros. Personaje: Elizabeth Bernal. Telenovela emitida por Telefe.

2025- Temporada 1 y 2 de EN EL BARRO  (spin off de El Marginal) . Underground

## Cine
- 1995: El censor. Personaje: Valeria. Dirección: Eduardo Calcagno
- 1997: Mar de amores. Personaje: Corista. Dirección: Víctor Dinenson.
- 2000: Acrobacias del corazón. Dirección: Teresa Constantini.
- 2002: Sin intervalo. Personaje: Analía. Dirección: Teresa Constantini.
- 2003: Cielo azul, cielo negro. Personaje: Violinista. Dirección: Sabrina Farji, Paula De Luque.
- 2004: No sos vos, soy yo. Dirección: Juan Taratuto.
- 2006: Como trompeta. Personaje: Novia. Dirección: Ramiro San Honorio, Hugo Simkin.
- 2007: Súper. Dirección: Gustavo Tarrio.
- 2010: El reclamo. Dirección: Stefano Paseto.
- 2012: La suerte en tus manos. Dirección: Daniel Burman.
- 2014: El misterio de la felicidad. Personaje: Maru. Dirección: Daniel Burman.

## Teatro
- 1989. Locuras en la radio (Clave de sol). Teatro Tabaris y Coliseo Podestá. Dirección Fernando Espinosa.
- 1994. Rebelión en la granja. Dirección: Victor Laplace.
- 1999. No sé tu. Dirección: Mónica Galán.
- 1998. Alegoría de Lorenza. Dirección: Gustavo Tarrio.
- 2000-2003. Roberto, te dejé el pollo en el horno… Si querés arroz, no hay. Dirección: [Cecilia Dopazo].
- 2009. El Alivio. Dirección: Alejandro Giles.
- 2010. Número Vivo. Dirección: Gustavo Tarrio.
- 2012. Los Únicos. Dirección: Marcos Carnevale.
- 2018. El Conventillo de la Paloma. Personaje: 12 pesos.  Dirección: Fito Gianelli
- 2019. Artista invitada de ESTA CANCION. Dirección: Gustavo Tarrío.

## Radio
- 2006. Transportadora general de sonidos. Coconducción. Emisora: FM El Faro.
- 2017. Un trabajo honesto. Coconducción. Emisora: Radio Nacional Rock.
- 2018. A dónde está mi amiga. Conducción. Emisora: Radio Nacional Rock.